# ايمانويل مارتينيز
ايمانويل مارتينيز (بالإسبانية: Emmanuel Martínez)‏ (23 مارس 1989 بسان مارتن في الأرجنتين - ) هو لاعب كرة قدم أرجنتيني في مركز الدفاع. لعب مع أوليمبو وريفر بليت وفيرو كاريل أويستي وكيلمس ولوس أنديس وPFC Pirin Blagoevgrad ‏ وDeportivo Merlo ‏.

## وصلات خارجية
- ايمانويل مارتينيز على موقع قاعدة بيانات كرة القدم.إي يو (الإنجليزية)
- ايمانويل مارتينيز على موقع Soccerway.com (الإنجليزية)